# かに座カッパ星
かに座κ星 (かにざカッパせい、κ Cnc / κ Cancri) は、かに座の恒星で5等星。
この星は青白い巨星である。また、りょうけん座α2型変光星であり、明るさは約5日間の周期で+5.22から+5.27まで変化する。